# Jakob Knöß
Jakob Knöß (* 11. Juni 1881 in Egelsbach; † 23. Februar  1960 in Frankfurt am Main ) war ein deutscher Gewerkschafter. 
Nach einer Ausbildung als Maurer war er bis zur gewaltsamen Gleichschaltung der Gewerkschaften durch die Nationalsozialisten im Jahr 1933 Bezirksleiter des Deutschen Baugewerksbundes für Hessen und Hessen-Nassau. Ab 1945 setzte er sich für den Wiederaufbau der Gewerkschaften ein, später auch als Landesleiter des Baugewerksbundes in Hessen. Auf dem Gründungskongress der IG Bau-Steine-Erden 1949 wurde er zum ersten Bundesvorsitzenden gewählt, diese Position hielt er bis 1957 inne. Sein Nachfolger wurde Georg Leber. Er ist Preisträger der Ehrenplakette der Stadt Frankfurt am Main. 
| Personendaten    | Personendaten            |
| ---------------- | ------------------------ |
| NAME             | Knöß, Jakob              |
| KURZBESCHREIBUNG | deutscher Gewerkschafter |
| GEBURTSDATUM     | 11. Juni 1881            |
| GEBURTSORT       | Egelsbach                |
| STERBEDATUM      | 23. Februar 1960         |
| STERBEORT        | Frankfurt am Main        |